# Меліса Денгель
Меліса Денгель (тур. Melisa Döngel; (18 вересня 1999 , Стамбул ) — турецька акторка кіно та телебачення.

## Життєпис
Меліса Денгель народилася 18 вересня 1999 року в Стамбулі в Туреччині в сім'ї турка та уродженки СРСР Наталії Орлової, яка нині проживає в Севастополі. Має молодшу сестру — Еліф Денгель (нар. 2004). Меліса навчалася акторській майстерності в Художній академії Османа Ягмурдерелі та майстерні Хіляль Сорал.

## Кар'єра
2015 року дебютувала на телебаченні, зігравши епізодичну роль у фінальному епізоді телесеріалу «Нічого подібного». 2016 року зіграла роль Севтап у телесеріалі «Хто з нас не любив» та роль Ніль у телесеріалі «Небезпечні вулиці». У 2018—2019 роках грала роль Деніз Челік у телесеріалі «Наша історія».
З 2020 до 2021 року Денгель грала роль Джерен Башар в телесеріалі «Постукай в мої двері». 2021 року вона зіграла гостьову роль Хіджран в молодості в телесеріалі «Невірний». Того ж року приєдналася до акторського складу телесеріалу «Любов. Логіка. Помста», в якому грала роль Чагли Їлмаз до 2022 року, і була номінована на премію «Золотий метелик» у категорії «Найкраща жіноча роль у романтичному комедійному серіалі» за цю роботу.

## Особисте життя
Меліса Денгель говорить турецькою та англійською мовами, частково володіє російською мовою. Має подвійне громадянство Туреччини та Росії.
У дитинстві Денгель зазнала психологічного та фізичного насильства, а також сексуальних домагань з боку свого батька, який пізніше був визнаний винним у злочинах і засуджений до п'ятнадцяти років позбавлення волі. За власним зізнанням, вона неодноразово опинялася в лікарні через отримані психологічні та фізичні травми, і намагалася накласти на себе руки. У липні 2021 року стало відомо, що Денгель виявилася залученою до судового позову проти свого батька через опіку над своєю 17-річною сестрою Еліф.

## Фільмографія
| Рік       |    | Українська назва                   | Оригінальна назва                    | Роль                   |
| --------- | -- | ---------------------------------- | ------------------------------------ | ---------------------- |
| 2015      | с  | Нічого подібного                   | Ne Münasebet                         |                        |
| 2016      | с  | Небезпечні вулиці                  | Arka Sokaklar                        | Ніль                   |
| 2016      | с  | Хто з нас не любив                 | Hangimiz Sevmedik                    | Севтап                 |
| 2017      | с  | Пані Фазилет та її дочки           | Fazilet Hanım ve Kızları             | подруга Ніль           |
| 2017—2018 | с  | Еліф                               | Elif                                 | Сюрейя                 |
| 2018—2019 | с  | Наша історія                       | Bizim Hikaye                         | Деніз Челік / Елібол   |
| 2019      | с  | Кохання змусить плакати            | Aşk Ağlatır                          | Джемре Балабан         |
| 2020—2021 | с  | Постукай в мої двері               | Sen Çal Kapımı                       | Джерен Башар           |
| 2021      | с  | Невірний                           | Sadakatsiz                           | Хіджран у молодості    |
| 2021—2022 | с  | Любов Логіка Помста                | Aşk Mantık İntikam                   | Чагла Йилмаз / Корфали |
| 2022      | с  | Ідеальний орендар                  | Kusursuz Kiracı                      | Лейла                  |
| 2022      | с  | Між миром і мною                   | Dünyayla Benim Aramda                | Джерен                 |
| 2022      | тф | Хайреддін Барбаросса: Указ султана | Barbaros Hayreddin: Sultanın Fermanı | Мія де Луна            |
| 2023      | ф  | Престиж має значення               | Prestij Meselesi                     | Айшен                  |
| 2023      | ф  | Любовна тактика 2                  | Aşk Taktikleri 2                     |                        |
| 2023      | с  | Брудний кошик                      | Kirli Sepeti                         | Айлін                  |

## Нагороди
- Премія «Золотий метелик» у номінації «Найкраща акторка романтичної комедії» (2021)